# مایرهوفر ۱۶۹۰
سیارک ۱۶۹۰ (به انگلیسی: 1690 Mayrhofer، نامگذاری:1948VB) هزار و ششصد و نودمین سیارک کشف شده‌است که در ۸ نوامبر ۱۹۴۸ و در نیس کشف شد.
قدر مطلق سیارک برابر ۱۰٫۹۰ است.